# General Ramírez
General Ramírez är en ort i Argentina.   Den ligger i provinsen Entre Ríos, i den centrala delen av landet, 300 km nordväst om huvudstaden Buenos Aires. General Ramírez ligger 117 meter över havet och antalet invånare är 8 614.
Terrängen runt General Ramírez är platt. Närmaste större samhälle är Crespo, 19,1 km nordväst om General Ramírez. 
Trakten runt General Ramírez består till största delen av jordbruksmark. Runt General Ramírez är det mycket glesbefolkat, med 5 invånare per kvadratkilometer.